# Ronde van Lombardije 1961
De Ronde van Lombardije 1961 was de 55e editie van deze eendaagse Italiaanse wielerwedstrijd, en werd verreden op zaterdag 21 oktober 1961. Het parcours leidde van Milaan naar Como en ging over een afstand van 253 kilometer. Voor het eerst in de geschiedenis eindigde de koers niet in Milaan.
De wedstrijd werd gewonnen door de Italiaan Vito Taccone in een sprint a deux.

## Uitslag
| Ronde van Lombardije 1961 |                     |                |          |
| Plaats                    | Naam                | Ploeg          | Tijd     |
| Winnaar                   | Vito Taccone        | Atala          | 6u06'21" |
| 2                         | Imerio Massignan    | Legnano        | + 0' 03" |
| 3                         | Renzo Fontona       | Legnano        | + 1' 48" |
| 4                         | Carlo Brugnami      | Radium         | + 2' 38" |
| 5                         | Graziano Battistini | Legnano        | z.t.     |
| 6                         | Giuseppe Dante      | Fides          | + 2' 58" |
| 7                         | Nino Defilippis     | Carpano        | + 3' 51" |
| 8                         | Angelo Conterno     | Baratti-Milano | z.t.     |
| 9                         | Aldo Moser          | Ghigi          | z.t.     |
| 10                        | Arnaldo Pambianco   | Fides          | z.t.     |
|                           |                     |                |          |
| 11                        | Jos Hoevenaers      | Ghigi          | z.t.     |

1905 · 1906 · 1907 · 1908 · 1909 · 1910 · 1911 · 1912 · 1913 · 1914 · 1915 · 1916 · 1917 · 1918 · 1919 · 1920 · 1921 · 1922 · 1923 · 1924 · 1925 · 1926 · 1927 · 1928 · 1929 · 1930 · 1931 · 1932 · 1933 · 1934 · 1935 · 1936 · 1937 · 1938 · 1939 · 1940 · 1941 · 1942 · 1943 · 1944 · 1945 · 1946 · 1947 · 1948 · 1949 · 1950 · 1951 · 1952 · 1953 · 1954 · 1955 · 1956 · 1957 · 1958 · 1959 · 1960 · 1961 · 1962 · 1963 · 1964 · 1965 · 1966 · 1967 · 1968 · 1969 · 1970 · 1971 · 1972 · 1973 · 1974 · 1975 · 1976 · 1977 · 1978 · 1979 · 1980 · 1981 · 1982 · 1983 · 1984 · 1985 · 1986 · 1987 · 1988 · 1989 · 1990 · 1991 · 1992 · 1993 · 1994 · 1995 · 1996 · 1997 · 1998 · 1999 · 2000 · 2001 · 2002 · 2003 · 2004 · 2005 · 2006 · 2007 · 2008 · 2009 · 2010 · 2011 · 2012 · 2013 · 2014 · 2015 · 2016 · 2017 · 2018 · 2019 · 2020 · 2021 · 2022 · 2023 · 2024 · 2025